# Малодельська
Малодельська (рос. Малодельская) — станиця у Фроловському районі Волгоградської області Російської Федерації.
Населення становить 1348 осіб. Входить до складу муніципального утворення Малодельське сільське поселення.

## Історія
Станиця розташована у межах українського історичного та культурного регіону Жовтий Клин.
Згідно із законом від 14 лютого 2005 року № 1002-ОД органом місцевого самоврядування є Малодельське сільське поселення.

## Населення
| 2010 |
| ---- |
| 1348 |